# 1370
| 1370               |
| ------------------ |
| Dødsfald - Fødsler |
| • Begivenheder     |

| Gregoriansk kalender | 1370 MCCCLXX            |
| Ab urbe condita      | 2123                    |
| Armensk kalender     | 819 ԹՎ ՊԺԹ              |
| Kinesiske kalender   | 4066 – 4067 己酉 – 庚戌 |
| Etiopisk kalender    | 1362 – 1363             |
| Jødisk kalender      | 5130 – 5131             |
| Hindukalendere       |                         |
| - Vikram Samvat      | 1425 – 1426             |
| - Shaka Samvat       | 1292 – 1293             |
| - Kali Yuga          | 4471 – 4472             |
| Iransk kalender      | 748 – 749               |
| Islamisk kalender    | 771 – 772               |

Konge i Danmark: Valdemar 4. Atterdag 1340 – 1375
Se også 1370 (tal)

## Begivenheder
- 24. maj – Henning Podebusk slutter på vegne af Valdemar 4. Atterdag fred med Hansestæderne i Stralsund. Hansestæderne får Skåne i pant og kontrol over sildemarkedet i Skåne i 15 år
- 27. oktober - Valdemar Atterdag slutter fred med Hansestæderne

## Født
- Oluf 2. af Danmark fra 1376 og Norge fra 1380 til sin død i 1387.